# Highlands Park Football Club
Maillots
Dernière mise à jour : 12 juin 2025.
Le Highlands Park Football Club est un club de football sud-africain basé à Johannesburg ayant existé de 1959 à 1983.
Reformé en 2003, il participe au Championnat d'Afrique du Sud de football depuis 2018.

## Historique
Le Highlands Park Football est à l'origine issu du club omnisports Balfour Park Sports, fondé en 1937 par Norman Lourie, à Highlands North, un quartier de Johannesburg. Lors de la mise en place du premier championnat professionnel de football en Afrique du Sud, le Highlands Park Football Club est créé en novembre 1959, à partir de la section sport du Balfour Park Sports. Néanmoins, la section football Balfour Park Sports continuera à exister en parallèle au niveau amateur. Les deux clubs partageront les mêmes infrastructures.
En raison de l'apartheid, le Highlands Park ne comptera pendant des années que des joueurs issus de la communauté blanche d'Afrique du Sud. En 1971, le club fusionne avec le FC Powerlines, un club de la ville de Nigel et prend pendant deux saisons le nom de Highlands Power FC. En 1979, le club signe un partenariat avec la marque Dion et adopte le nom de Dion Highlands FC, avant de devenir tout simplement le Dion FC en février 1980. En 1982 Jomo Sono rachète le club, qu'il rebaptise Dion Cosmos puis finalement, Jomo Cosmos Football Club. Le tout nouveau club participe à la ligue professionnelle et le Highlands Park disparaît.
Le Highlands Park FC avait remporté huit titres en National Football League entre 1960 et 1977. Le club avait aussi remporté en 1980 un neuvième titre dans le National Professional Soccer League, rassemblant des équipes blanches et noires.
La section amateur du club, le Balfour Park continue d'exister avec ses équipes de jeunes. La section amateur senior prend le nom de "Highlands Park" et réussissent à promouvoir le club en National Soccer League. Le club fusionne avec le Port Elizabeth Blackpool pour éviter une première fois la relégation en 1991. En 1992, la licence pour jouer en National Soccer League est racheté par les Welkom Eagles, un club de la ville de Welkom et le club cesse une seconde fois d'exister.
En 2003, un club phoenix (en) est fondé, permettant la refondation du Highlands Park.
En 2018, le club remporte la National First Division (2e division) et reviennent dans l'élite.

## Palmarès
- Championnat d'Afrique du Sud (9) :
  - NFL : 1960, 1962, 1964, 1965, 1966, 1968, 1975 et 1977
  - NPSL : 1980
- Championnat d'Afrique du Sud D2 :
  - NFD : 2018
- Coupe d'Afrique du Sud (6) :
  - Coupe de la NFL : 1961, 1965, 1966, 1967, 1973, 1975

## Anciens joueurs
- Michael Brown